# Heinrich Hirsch (Schauspieler)
Heinrich Hirsch (1840 in Wien – 1. Jänner 1910 ebenda) war ein österreichischer Theaterschauspieler und -intendant sowie Inhaber mehrerer Theateragenturen.

## Leben
Zunächst arbeitete Hirsch am Carl-Theater in Wien, war von 1861 bis 1862 Mitglied des Burgtheaters (für zweite Liebhaberrollen). Danach wirkte er als Intendant des Deutschen Theaters in Pest und der Komischen Oper in Wien. Zudem führte er Theateragenturen in Leipzig, Berlin und Wien.
1873 heiratete er die Opernsängerin Caroline Charles-Hirsch.